# Nikola Ašćerić
Nikola Ašćerić (født 19. april 1991) er en serbisk fodboldspiller.